# Thailand i olympiska sommarspelen 1968
Thailand deltog med 41 deltagare vid de olympiska sommarspelen 1968 i Mexico City. Ingen av landets deltagare erövrade någon medalj.